# Theological Studies
Theological Studies je čtvrtletní recenzovaný akademický časopis vydávaný Tovaryšstvem Ježíšovým ve Spojených státech, který se zabývá výzkumem všech aspektů teologie. Časopis vydává Georgetownská univerzita (Georgetown University) a byl založen v roce 1940. Současným šéfredaktorem je Christopher Steck (Georgetown University).